# Фу Дън
Фу Дън (на китайски: 苻登; на пинин: Fú Dēng) е император на Ранна Цин, управлявал през 386 – 394 година.

## Биография
Той е роден през 343 година в семейството на Фу Чан, аристократ от народа ди. Той е родственик на Фу Дзиен и става един от военачалниците на основаната от него империя Ранна Цин, но е екзекутиран при управлението на Фу Шън. При управлението на Фу Дзиен Фу Дън заема различни административни постове. След неговата смърт през 385 година и настъпилите безредици той оглавява една от лоялните към династията военни части в западната част на страната. През следващата година е убит и наследника на Фу Дзиен Фу Пи, след което Фу Дън се обявява за император.
Управлението на Фу Дън преминава в непрекъснато войни с променлив успех срещу неговия западен съсед, държавата Късна Цин. През 387 година за негов васал се признава владетелят на Западна Цин Цифу Гуожън. През 394 година Фу Дън научава за смъртта на владетеля на Късна Цин Яо Чан и започва настъпление, но претърпява поражение, пленен е и е екзекутиран. Наследен е от сина си Фу Чун, но няколко месеца по-късно Ранна Цин е окончателно унищожена.